# Moïse Kisling
Moïse Kisling  (em polaco Mojżesz Kisling; Cracóvia, 22 de janeiro de 1891—Sanary-sur-Mer, 29 de abril de 1953) foi um pintor francês de origem polonesa e ascendência judaica.
De estilo expressionista, pertenceu à chamada Escola de Paris.
Estudou na Escola de Belas-Artes de Cracóvia. Em 1910 mudou-se para Paris, residindo primeiro em Montmartre e posteriormente em Montparnasse. Ao estourar a Primeira Guerra Mundial ofereceu-se como voluntário para servir na Legião Estrangeira francesa, e em 1915 foi gravemente ferido na Batalha do Somme, pelo qual lhe foi concedida a cidadania francesa.
Kisling viveu e trabalhou em Montparnasse, onde fez parte da comunidade de artistas de renome ali reunida. Entre 1911 e 1912 viveu em Céret, povoação dos Pirenéus onde havia uma florescente comunidade de artistas liderada por Pinchus Krémègne. Em 1913 tomou um estudo em Montparnasse, onde viveu durante os próximos 27 anos, coincidindo no mesmo edifício com Jules Pascin e Amedeo Modigliani.
O seu estilo na pintura de paisagens era similar ao de Marc Chagall, ainda que, sendo um mestre em representar o corpo feminino, os seus nus e retratos surrealistas valeram-lhe a fama.
Em 1940 presentou-se novamente voluntário para o serviço militar. Quando o exército francês foi dado de alta no momento da entrega aos alemães, Kisling, que era de origem judaica, mudou-se primeiro para Portugal (1941), e depois para os Estados Unidos e, após expor em Nova Iorque e Washington, viveu na Califórnia até 1946. Na sua estadia de cerca de um ano em Portugal, onde vivia seu cunhado, o pintor português Adriano de Sousa Lopes, pintou o Rapaz da Nazaré, que hoje se conserva no Museu do Chiado de Lisboa .
A maior coleção de obras suas pode ser vista no Musée du Petit Palais, em Genebra, Suíça.